# 권소영 (가수)
권소영(1978년 5월 7일 ~ )는 대한민국의 가수였다.

## 학력
- 서울예술대학 연극과 전문학사 (졸업)